# Lamairé
Lamairé est une ancienne commune française située dans le département des Deux-Sèvres, en région Nouvelle-Aquitaine.

## Géographie
Au nord-est du département des Deux-Sèvres, Lamairé forme une enclave extérieure à la commune de Saint-Loup-Lamairé dont elle est séparée, au sud-ouest, par Le Chillou.

## Histoire
Lamairé est une commune créée initialement sous le nom de « La Mairé » à la Révolution française.
Le 1er janvier 1974, elle fusionne avec celle de Saint-Loup-sur-Thouet qui prend le nom de Saint-Loup-Lamairé.

## Démographie
| 1793 | 1800 | 1806 | 1821 | 1831 | 1836 | 1841 | 1846 |
| ---- | ---- | ---- | ---- | ---- | ---- | ---- | ---- |
| 318  | 301  | 319  | 253  | 347  | 334  | 352  | 378  |

| 1851 | 1856 | 1861 | 1866 | 1872 | 1876 | 1881 | 1886 |
| ---- | ---- | ---- | ---- | ---- | ---- | ---- | ---- |
| 376  | 399  | 389  | 424  | 364  | 384  | 353  | 357  |

| 1891 | 1896 | 1901 | 1906 | 1911 | 1921 | 1926 | 1931 |
| ---- | ---- | ---- | ---- | ---- | ---- | ---- | ---- |
| 336  | 318  | 318  | 294  | 266  | 228  | 218  | 217  |

| 1936 | 1946 | 1954 | 1962 | 1968 | - | - | - |
| ---- | ---- | ---- | ---- | ---- | - | - | - |
| 207  | 180  | 187  | 203  | 187  | - | - | - |